# Dominion Motor Car
Dominion Motor Car Co. war ein kanadischer Hersteller von Automobilen.

## Unternehmensgeschichte
John A. Graham leitete das Unternehmen mit Sitz in Coldbrook in New Brunswick. Es stellte im Jahre 1914 Automobile her. Der Markenname lautete Dominion. Die Produktion fand in Saint John im ehemaligen Werk der Maritime Motor Car Company statt. Die Ortswahl hatte logistische Gründe, weil der eisfreie Hafen das gesamte Jahr über die Anlieferung aus Teilen aus dem Vereinigten Königreich Großbritannien und Irland ermöglichte. Die Pläne beliefen sich auf 500 Fahrzeuge jährlich. Insgesamt entstanden nur wenige Fahrzeuge.
Es gab keine Verbindung zu Dominion Motors aus Walkerville in Ontario, die ab 1910 den gleichen Markennamen benutzten.

## Fahrzeuge
Genannt wird ein Modell mit einem Sechszylindermotor und Motoranlasser. Die verschiedenen Karosserien waren für drei, fünf und sechs Personen vorgesehen. Der Neupreis lag bei rund 2500 Kanadische Dollar.